# Хипоактивно разстройство на сексуалното желание
Хипоактивно разстройство на сексуалното желание е сексуална аномалия, изразяваща се в сексуална апатия и липса на желание за секс. Причините могат да бъдат разнообразни и от различно естество. Понякога двамата партньори загубват емоционалната привързаност един към друг. В други случаи е недоспиване, умора или болки. Среща се много по-често при жените, отколкото при мъжете.
Фригидността представлява понижаване на половото влечение до пълно безразличие и дори отвращение от полова близост и ниско ниво на полова възбудимост при жената. За фригидни (хладни) в полово отношение е прието да се считат жените, които никога, с нито един партньор, без значение на емоционалната връзка и отсъствието на каквото и да било нарушение в техниката на половия акт, не са изпитвали силна полова възбуда и оргазъм, или изобщо не са достигали полова възбуда.

## Характеристика
Фригидността се дели на истинска и мнима.
- Истинската възниква при вродена недоразвитост на сексуалната чувствителност и инфантилност. Тя е патологична и се среща рядко.
- Физиологичната мнима фригидност при жените може да се яви в резултат на общи заболявания (интоксикации, хормонални нарушения, ендокринни разстройства, травми, тумори на нервна система и главен мозък, гинекологични заболявания и др.) Нерядко възниква и след полов акт осъществен при наличието на възпалителни процеси на женските полови органи, когато болковото усещане се отразява на половото чувство на жената.
- Психологичната мнима фригидност се среща най-често, когато сексуалността на жената е затоморзена от различни психогенни фактори (груби действия на мъжете, особено в началото на половия живот, незрялост на половите чувства на жената, страх от нежелана бременност, опити за блудства и изнасилвания, разочарованост от качествата на партньора и др.)

Причина за появата на полови разстройства са и някои болкови усещания, които се изпитват от жената по време на операции по повод аборт, които могат да бъдат пренесени към интимната близост като възможен източник на тези болкови усещания. Това от своя страна води към пасивно участие в половата близост и понякога води до появата на отвращение.

## Особености
Истинската фригидност означава снижаване на сексуалния интерес при отсъствие на каквито и да било отклонения в психичната и физиологичната сфера на жената. Фригидността се характеризира с отсъствие на стремеж към сексуални контакти, ответни и адекватни сексуални реакции при полово общуване, а също и емоционална удовлетвореност. Отсъствието на удовлетвореност се появява независимо от волята, желанието и степента на осъзнаване на този факт. Почти пълното безразличие към сексуалните контакти, освен това, може да се съчетае с желанието за харесване на партньора и възможността за флиртуване с него.
Фригидните жени, които встъпват в брачни връзки, нерядко са добри и грижливи, всеотдайни и обичащи майки, и дори изпитват удовлетворение от близостта със съпруга си, но истината е, че всъщност е налице психологическа зависимост, в резултат на осъзнаване на своята незаменимост за любимия и неговото щастие, което не му се дава с полова близост. Ласките, целувките, прегръдките при такива жени са съпроводени със слаба секреция от влагалището. Те почти не сънуват еротични сънища. При тях отсъстват мастурбациите или самостимулациите. Много от фригидните жени не изпитват страдание, непосредствена причина за което би била половата студенина, но се обръщат към лекарите по други поводи като липса на оргазъм, болезненост във влагалището при полов акт и др.
Отсъствието на сексуална удовлетвореност в живота на жената се отразява лошо на нейното здраве, силно влияе върху психичния образ, появява се раздразнителността, хроничното главоболие, ранното стареене. Женската фригидност влияе и върху психиката на мъжете, при които могат да възникнат психологични проблеми и заболявания с андрологичен характер, които да доведат до снижаване на потенцията.

## Диагноза
Диагнозата се поставя след щателно изследване на жената, като е редно да се изключи първо физиологична фригидност.

## Лечение
При физиологична фригидност се лекува непосредствената причина за развитието ѝ.
При психологична фригидност се провежда съвместно лечение на половите партньори, за което се изисква време и желание от страна на жената и нейната психологическа подготовка. Могат да се приложат някои методики за повлияване на психиката, медикаментозни методи, физиотерапия, иглорефлексотерапия.

## Профилактика
Важното е да се създаде обстановка, която позволява на жената да се разкрепости максимално пред себе си и пред своя партньор. Трябва да преодолее различните страхове, които я съпровождат, включително и често появяващите се в хода на лечението страхове за смешен или развратен облик в погледа на партньора.